# Max Mack
Max Mack, nato Moritz Myrthenzweig (Halberstadt, 21 ottobre 1884 – Londra, 18 febbraio 1973), è stato un regista, sceneggiatore, attore e produttore cinematografico tedesco considerato un pioniere del cinema muto.

## Biografia
Figlio di un cantore, Mack era di famiglia ebraica. Dal 1906, lavorò come attore presso lo Stadttheater di Eisenach. Nel 1911, il regista Viggo Larsen lo prese con sé, facendolo assumere dalla casa di produzione Vitascope dove, nello stesso anno, Mack debuttò nella regia, diventando uno dei registi tedeschi più prolifici negli anni che vanno dal 1912 fino allo scoppio della prima guerra mondiale. Nel 1913, ancora prima di Stellan Rye con il suo Lo studente di Praga, Mack affrontò il tema del doppio in Der Andere interpretato da Albert Bassermann, cui venne affidato il ruolo di uno schizofrenico. Il film viene considerato il primo film d'autore tedesco. Nello stesso anno, Mack portò al successo il thriller dai risvolti di commedia Wo ist Coletti?.
Nel 1916, Mack pubblicò insieme a Ewald André Dupont uno dei primi libri di teoria cinematografica, Die zappelnde Leinwand. Passò anche alla produzione, fondando nel 1917 una sua propria casa di produzione, la Max Mack-Film GmbH. Nel 1928, partecipò ai primi esperimenti tedeschi di cinema sonoro con il lungometraggio Nur am Rhein… che affrontava il tema allora molto attuale dell'occupazione del Reno, un film che si distaccò volutamente dal dilagante genere sentimentale in voga all'epoca dedicato al grande fiume.
La maggior parte della carriera di Mack si svolse all'epoca del muto. Alla salita al potere dei nazionalsocialisti, il regista, diventato non gradito al regime per le sue origini ebraiche, decise di emigrare in Inghilterra. Nel 1935, il suo Be Careful, Mr. Smith ebbe un buon successo, ma per Mack il lavoro nel cinema era ormai alla fine. Scrisse un libro di memorie, With a Sigh and a Smile. A Showman Looks Back in London e si dedicò alla famiglia. A Londra, aveva sposato una vedova benestante e negli anni seguenti, si prese cura con lei della loro figlia disabile.
Max Mack morì all'età di 88 anni a Londra, il 18 febbraio 1973.

## Filmografia

### Regista

#### 1911
- Ein seltener Fall (1911)
- Gehirnreflexe (1911)

#### 1912
- Coeur-As (1912)
- Die Falle
- Blinde Liebe
- Lebensbilder
- Die lieben Freunde
- Die gelbe Rasse
- Die Hochzeitsfackel
- Hungrige Hunde (1912)
- Die Zigeunerin (1912)
- Die Liebe siegt (1912)
- Die Launen des Schicksals (1912)
- Der stellungslose Photograph (1912)
- Dämon Eifersucht (1912)
- Im Übermut (1912)
- Das Bild der Mutter (1912)
- Ein Kampf im Feuer (1912)
- Strandratten
- Das Ende vom Liede (1912)
- Zweimal gelebt

#### 1913
- Der Andere (1913)
- Die dunkle Stunde
- Maja (1913)
- Der Mutter Augen
- Wo ist Coletti?
- Buckelhans
- Endlich allein
- Wenn die Glocken läuten
- Die blaue Maus
- Der König
- Die Berliner Range
- Die Tango-Königin
- Frau Hanni
- Der letzte Tag

#### 1914
- Die Welt ohne Männer
- Das Paradies der Damen
- Die Perle
- Die blaue Maus - 2. Teil
- Der große Diamant
- Sein eigner Mörder
- Ein seltsamer Fall
- Urteil des Arztes

#### 1915
- Kehre zurück! Alles vergeben!
- Das achte Gebot (1915)
- Hans und Hanni
- Der Katzensteg (1915)
- Arme Maria - Eine Warenhausgeschichte
- Robert und Bertram, die lustigen Vagabunden (1915)
- Zwei glückliche Paare
- Pension Lampel (1915)
- Nur eine Lüge
- Nahira
- Die Erkenntnis
- Der Schuß im Traum

#### 1916
- Das Wiegenlied (1916)
- Der Sumpf
- Das Geständnis der grünen Maske
- Die Sektwette
- Adamants letztes Rennen
- Fritzis toller Einfall
- Die Lieblingsfrau des Maharadscha (1916)
- Die aus dem Jenseits kam...
- Der Fakir im Frack
- Das tanzende Herz (1916)

#### 1917
- Der lebende Tote (1917)
- Das Rätsel der Stahlkammer  (1917)
- Der Fall Hirn (1917)
- Die schwarze Loo, co-regia di Louis Neher (1917)
- Diebe und Liebe  (1917)
- Der karierte Regenmantel (1917)

#### 1918
- Die Nichte des Herzogs , co-regia di Danny Kaden (1918)
- Othello (1918)
- Weh dem, der erbt (1918)
- Wanderratten  (1918)
- Sein Weib (1918)
- Opfer um Opfer  (1918)
- Hochzeit machen, das ist wunderschön (1918)
- Er soll dein Herr sein (1918)
- Er oder er (1918)
- Die feindlichen Nachbarn (1918)
- Der preisgekrönte Dackel  (1918)
- Der geprellte Don Juan (1918)
- Das Mädel aus Tausendundeiner Nacht (1918)
- Dagny und ihre beiden Männer (1918)
- Brüder (1918)

#### 1919
- Sündiges Blut  (1919)
- Der Sohn der Magd (1919)
- Verrat und Sühne (1919)
- Matrimonium Sacrum (1919)
- Gottes Mühlen mahlen langsam (1919)
- Freie Liebe  (1919)
- Die Tänzerin Adina (1919)
- Die Lieblingsfrau des Maharadscha - 2. Teil (1919)
- Der grüne Skarabäus (1919)
- Der Flimmerprinz (1919)
- Das Raritätenkabinett  (1919)

#### 1920
- Figaros Hochzeit (1920)

#### 1921
- Die Lieblingsfrau des Maharadscha - 3. Teil (1921)
- Die große und die kleine Welt (1921)
- Die Geheimnisse von Berlin, 4. Teil - Berlin Fröbelstraße. Im Asyl für Obdachlose (1921)
- Die Geheimnisse von Berlin, 3. Teil - Berlin-Moabit. Hinter Gitterfenstern (1921)

#### 1922
- Die Tragödie im Hause Bang (1922)
- Die Modegräfin (1922)
- Die Schneiderkomteß (1922)
- Das Geheimnis der Gräfin Herta (1922)

#### 1923
- Die Fledermaus (1923)
- Quarantäne
- Das schöne Mädel (1923)

#### 1925
- Vater Voss  (1925)
- Der ungebetene Gast (1925)
- Das Mädchen mit der Protektion (1925)

#### 1926
- Die Fahrt ins Abenteuer (1926)

#### 1927
- Ein Tag der Rosen im August... (1927)
- Steh' ich in finstrer Mitternacht (1927)

#### 1928
- Ich hatte einst ein schönes Vaterland (1928)
- Ein Tag Film (1928)

#### 1929
- Der Kampf der Tertia (1929)
- Autobus Nr. 2 (1929)

#### 1930
- Nur am Rhein ...  (1930)

#### 1932
- Aafa-Kunterbunt I (1932)
- Aafa-Kunterbunt II (1932)
- Ludwig Manfred Lommel (1932)
- Aafa-Kunterbunt III (1932)

#### 1933
- Variete Nummer 7 (1933)
- Tausend für eine Nacht (1933)

#### 1935
- The Wigan Express  (1935)
- Be Careful, Mr. Smith (1935)
- Mack's Comedies (1935)

### Sceneggiatore
- Coeur-As, regia di Max Mack (1912)
- Der Andere, regia di Max Mack (1913)
- Freie Liebe, regia di Max Mack (1919)
- Die Fledermaus, regia di Max Mack (1923)

### Attore
- Japanisches Opfer, regia di Adolf Gärtner (1910)
- Die Pulvermühle , regia di Viggo Larsen (1910)
- Vergebens, regia di Walter Schmidthässler (1911)
- Dienertreue, regia di Walter Schmidthässler (1911)
- Die weiße Sklavin - 3. Teil , regia di Viggo Larsen (1911)
- Ihr Jugendfreund, regia di Walter Schmidthässler (1911)
- Madame Potiphar , regia di Viggo Larsen (1911)
- Die Ballhaus-Anna, regia di Walter Schmidthässler (1911)
- Opfer der Untreue , regia di Viggo Larsen (1911)
- Gehirnreflexe, regia di Max Mack (1911)
- Coeur-As, regia di Max Mack (1912)
- Die Falle
- Die schwarze Katze 1. Teil
- Hungrige Hunde, regia di Max Mack (1912)
- Die Liebe siegt, regia di Max Mack (1912)
- Die Launen des Schicksals, regia di Max Mack (1912)
- Dämon Eifersucht
- Das Bild der Mutter
- Ein Kampf im Feuer
- Das Ende vom Liede, regia di Max Mack (1912)
- Die dunkle Stunde
- Maja, regia di Max Mack (1913)
- Der Mutter Augen
- Buckelhans
- Ein seltsamer Fall
- Hans und Hanni
- You Belong to Me , regia di Alfred L. Werker (1934)